# Ayamé
Ayamé este o comună din regiunea Sud-Comoé, Coasta de Fildeș.